# アルボラーダ宮殿
アルボラーダ宮殿（アルボラーダきゅうでん、ポルトガル語 Palácio da Alvorada）は、ブラジル大統領の官邸。ブラジルの首都ブラジリアにある。この官邸は居住用であり、大統領の公務の大半は三権広場のプラナルト宮殿（大統領府）で行われる。

## 歴史
1958年竣工。ブラジリアで最初に完成した政府関係の建物だった。都市建設を指揮したジュセリーノ・クビチェック大統領の好みが強く反映されているといわれる。現在はブラジルの歴史遺産に登録されており、今後も長期間使用する方針である。近年の改修工事で宮殿内の家具や装飾が創建当時の物に戻された。

## 建築
「アルボラーダ」の意味は「日の出」である。風光明媚なパラノア湖の湖畔に立地しており、ブラジリアの都心から少し離れた静かな環境の中にある。設計はブラジル人建築家オスカー・ニーマイヤー。彼の建築の特徴である大胆な曲線とシンプルな構成が良く表現された建物である。
官邸は約160人のスタッフによって運営されている。職種は事務、工務、警備、調理、清掃、医療など多岐に渡る。官邸の地階には事務局、医務室、厨房、洗濯室、ゲーム室、シアターなどがある。1階には玄関、応接室、貴賓室、バンケット室、食堂、図書室、音楽室などがある。2階は大統領とその家族のプライベートな空間だが、スイートルームが4つあり、親しい友人などが宿泊できる。野外にはヘリポートとプール、チャペルなどがある。

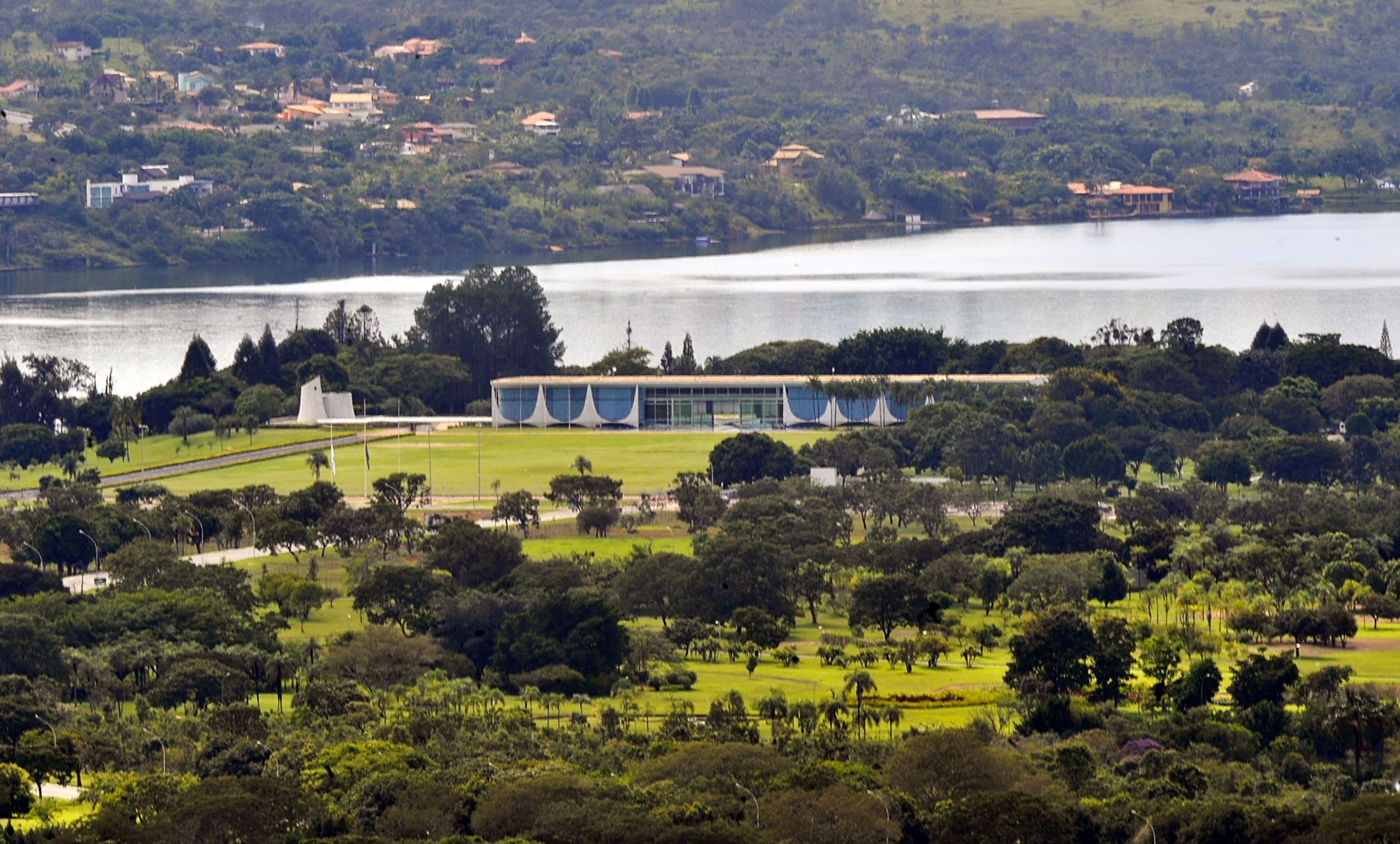
遠景
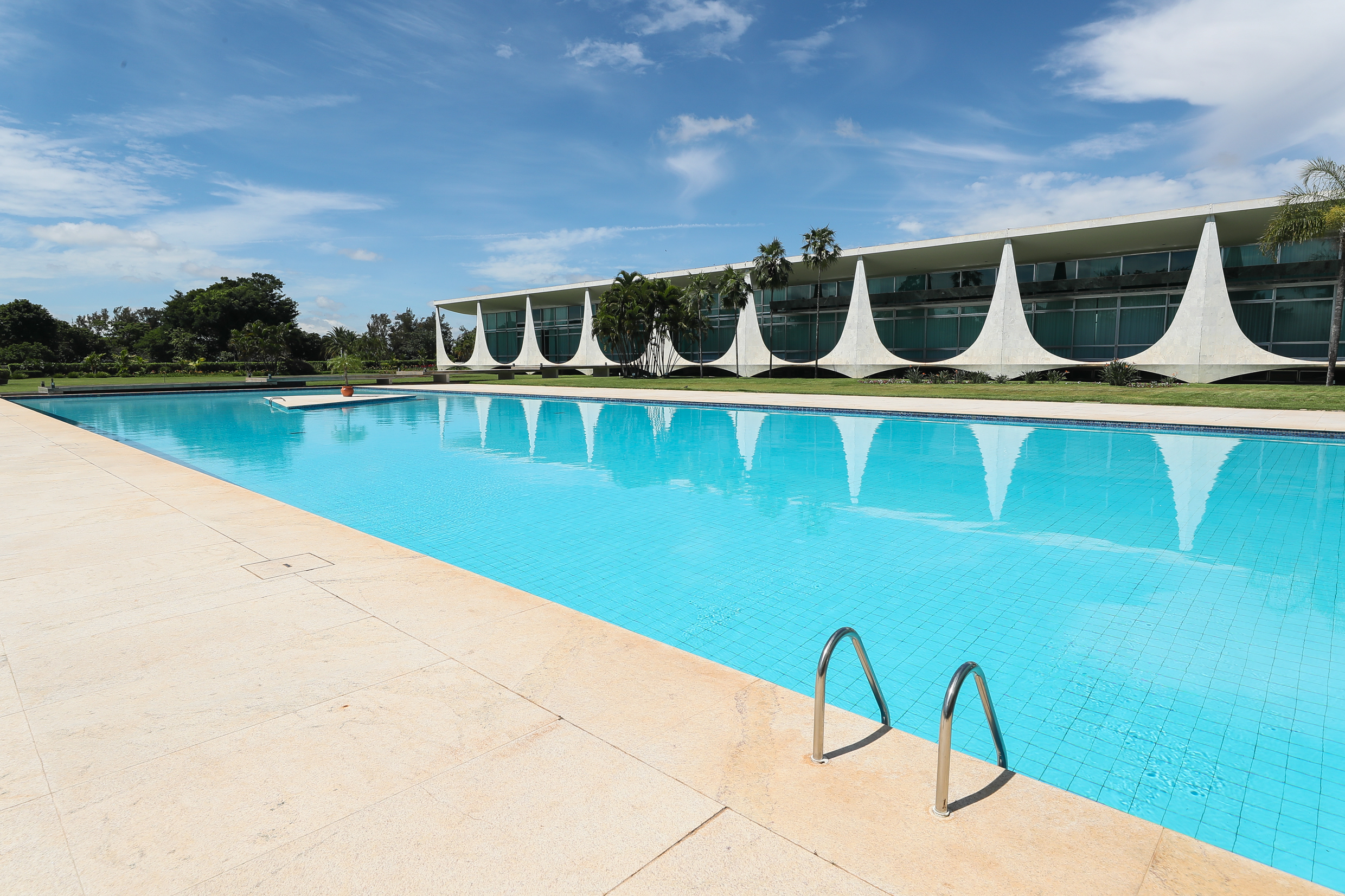
プール
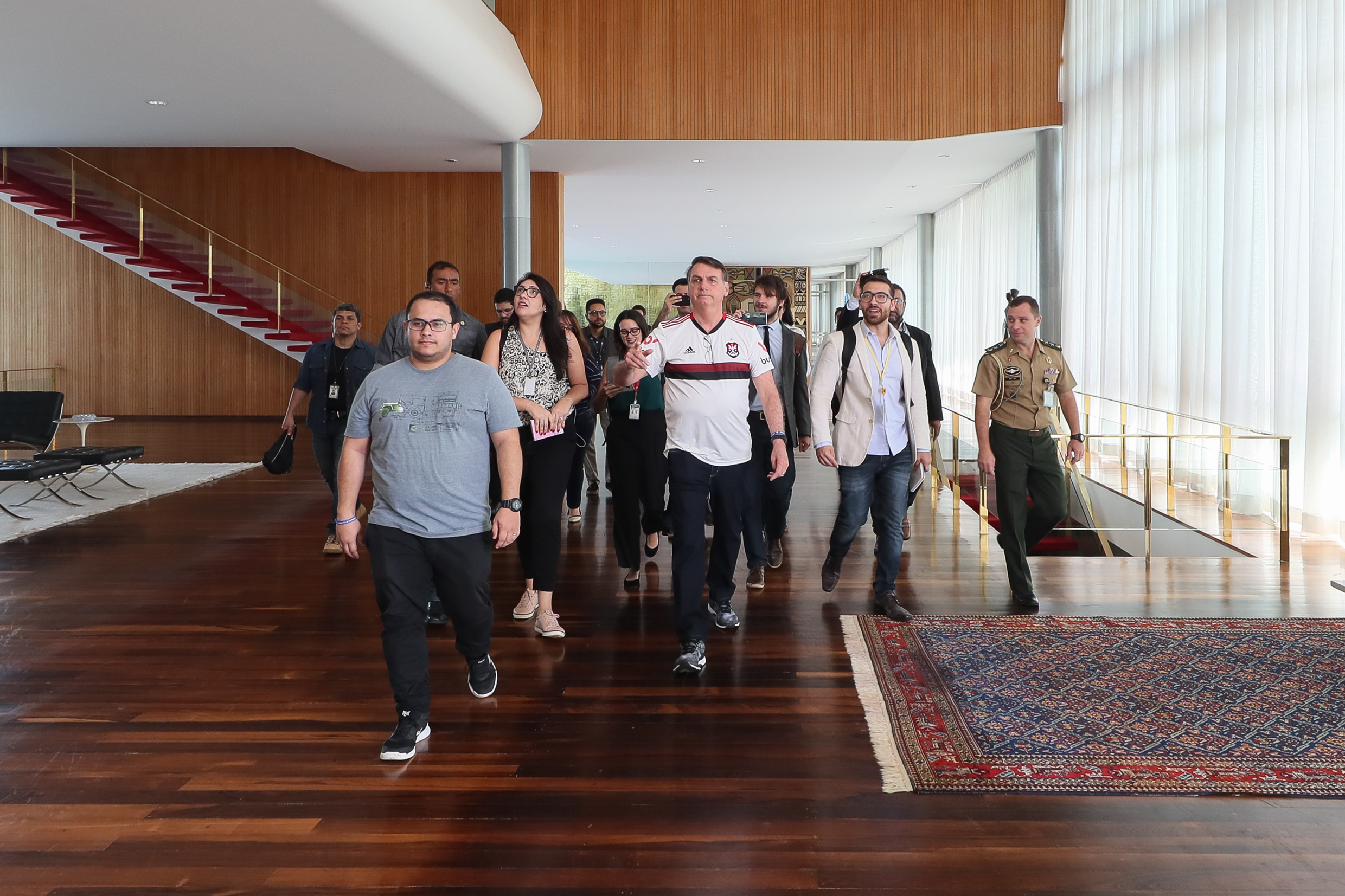
ボルソナーロ大統領と記者団